# Pagani Huayra
La Pagani Huayra est une automobile du constructeur italien Pagani qui fut présentée lors du Salon international de l'automobile de Genève 2011.
Une version roadster est annoncée en 2017.

## Présentation
La Pagani Huayra (projet C9) est, après la Zonda, le second modèle de la compagnie fondée par Horacio Pagani. Le nom est dérivé de Wayra Tata, « Dieu des vents » en quechua.
Propulsée par un moteur V12 Mercedes-AMG, la Huayra comporte plusieurs solutions techniques avancées pour améliorer l'aérodynamisme de la voiture. Elle est globalement plus légère que la Porsche 911 GT2 RS et a le même rapport couple-poids que la Bugatti Veyron Super Sport.
Performances :
- 0 à 100 km/h : 3,2 s
- 0 à 200 km/h : 8,5 s
- 0 à 300 km/h : 19,4 s

### Histoire
L'étude de la Huayra a commencé en 2003 lorsque la concurrence menaçait de faire vieillir prématurément la Zonda dont la conception remonte au début des années 1990. L'objectif était de créer une voiture entièrement nouvelle qui représenterait la plus haute expression technologique du monde de l'automobile. Les huit années nécessaires pour concevoir la Huayra ont été utilisées pour étudier et affiner les nombreuses solutions techniques, qui dans l'intervalle avaient été utilisées sur les voitures de la famille Zonda, comme le châssis en carbone-titane par exemple. D'un point de vue esthétique, la progression fut bien longue : elle a en effet commencé avec une centaine de croquis pour arriver, après bien des recherches et solutions mises au rebut, à sa réalisation.

## Caractéristiques techniques

### Conception
La Huayra conserve un air de famille avec la Zonda grâce aux doubles phares au xénon et aux quatre sorties d'échappement disposées en carré, cette disposition constituant la marque de fabrique visuelle du constructeur italien.

### Motorisation
La Huayra est alimentée par un moteur V12 AMG construit selon les spécifications Pagani. D'une cylindrée de 5 980 cm3, aidé d'un double turbo, celui-ci délivre une puissance de 730 ch (537 kW) et un couple de 1 000 N m et peut propulser la Huayra à 370 km/h.
Les deux radiateurs, placés de chaque côté de la bouche avant assurent l'efficacité de l'échangeur situé au-dessus de la culasse. Ce circuit de refroidissement à basse température a été conçu pour fonctionner dans des lieux à hautes températures ambiantes (> 50 °C).
La lubrification est à carter sec, ce qui élimine le carter d'huile et permet de placer le moteur le plus bas possible pour abaisser le centre de gravité. Afin de limiter autant que possible le nombre de tubes et de raccords dans le moteur, et donc d'économiser du poids, le vase d'expansion est monté directement sur le moteur.
Afin d'optimiser la consommation d'énergie, la demande de carburant est contrôlée par un microprocesseur sur chaque pompe.
La boîte de vitesses séquentielle à sept rapports fournie par Xtrac est montée transversalement car l'adoption d'un mécanisme à double embrayage aurait augmenté le poids de 70 kg. En outre la transmission de Xtrac, contrairement aux systèmes à double embrayage, est capable de gérer l'énorme quantité de couple (> 1 000 N m) du moteur AMG.

### Châssis et suspension
Le châssis est une structure monocoque faite en carbone et en titane, déjà vu sur les Zonda R et Cinque, qui, pour le même poids, est plus résistant que la simple fibre de carbone. Il est réalisé en un tressage de fils de titane, incrusté dans la résine avec des fibres de carbone (le carbotanium (en)), ce qui permet de gagner 20 kg sur la Cinque. Aussi, pour gagner du poids, le châssis intègre, dans un tunnel qui passe entre les sièges, des conduits de climatisation et de refroidissement afin d'éviter les composants de montage.

### Aérodynamique
La voiture a été conçue comme une aile qui change son angle d'incidence en utilisant des volets. Entre autres, quatre profils mobiles ont été montés : deux sur le capot avant, juste en face des évents, et deux à l'extrémité du hayon. Une unité de contrôle ajuste la fréquence de ces profils en fonction de paramètres comme la vitesse, l'accélération et l'angle de braquage. Le résultat est une voiture dont la forme est en constante évolution pour garantir un minimum de friction avec l'air et un appui aérodynamique maximal.
Pour une sécurité maximale, la cellule passager a été renforcée avec de la fibre synthétique (kevlar) balistique en carbone et en polyester.
La suspension est reliée au châssis avec des cadres en acier chrome molybdène qui fournissent un maximum de rigidité et un poids minimum, aidant à dissiper l'énergie à l'impact. La géométrie de la suspension a été conçue pour conserver le même comportement dynamique que la Zonda.

## Versions

### Huayra (2013)
Les millésimes d'à partir de 2013 bénéficient de légères améliorations. Cette nouvelle version de la Huayra développe 730 ch, passe de 0 à 100 km/h en 2,8 secondes et atteint la vitesse maximale de 388 km/h. Elle est plus basse de 5 mm, plus aérodynamique et moins lourde.

### Huayra BC (2016-)

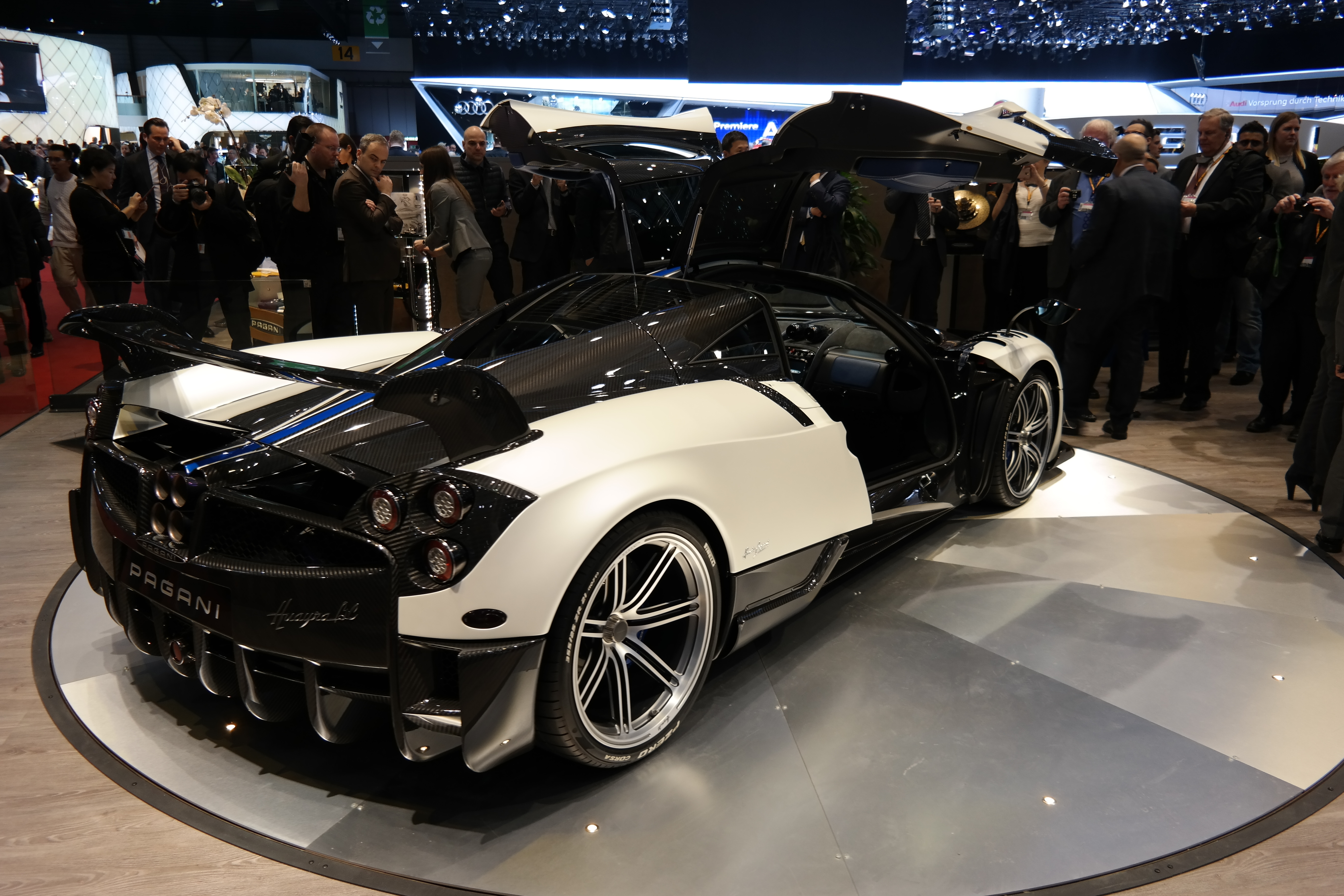
Pagani Huayra BC.

Lors du salon de Genève 2016, Pagani a dévoilé une version plus puissante et moins lourde de sa voiture sportive. L'utilisation de matériaux high-tech comme la fibre de carbone, l'aluminium et le titane, a permis de réduire le poids de 132 kg par rapport à la version « de base ». La puissance du moteur V12 AMG a été portée de 730 à 800 ch (de 537 à 588 kW). La production de la Pagani Huayra BC sera d'une vingtaine d'exemplaires, au prix unitaire de 2 350 000 euros. L'ensemble des voitures a été vendu avant le début de la mise en production.
L'aérodynamisme de la Huayra BC a été revu en profondeur, en intégrant un tout nouvel ensemble aileron/diffuseur/lames avant/latérales.
La voiture a été nommée en hommage à Benny Caiola, l'un des tout premiers investisseurs à croire en Pagani. Il est décédé en 2010.

### Huayra Roadster (2017-)

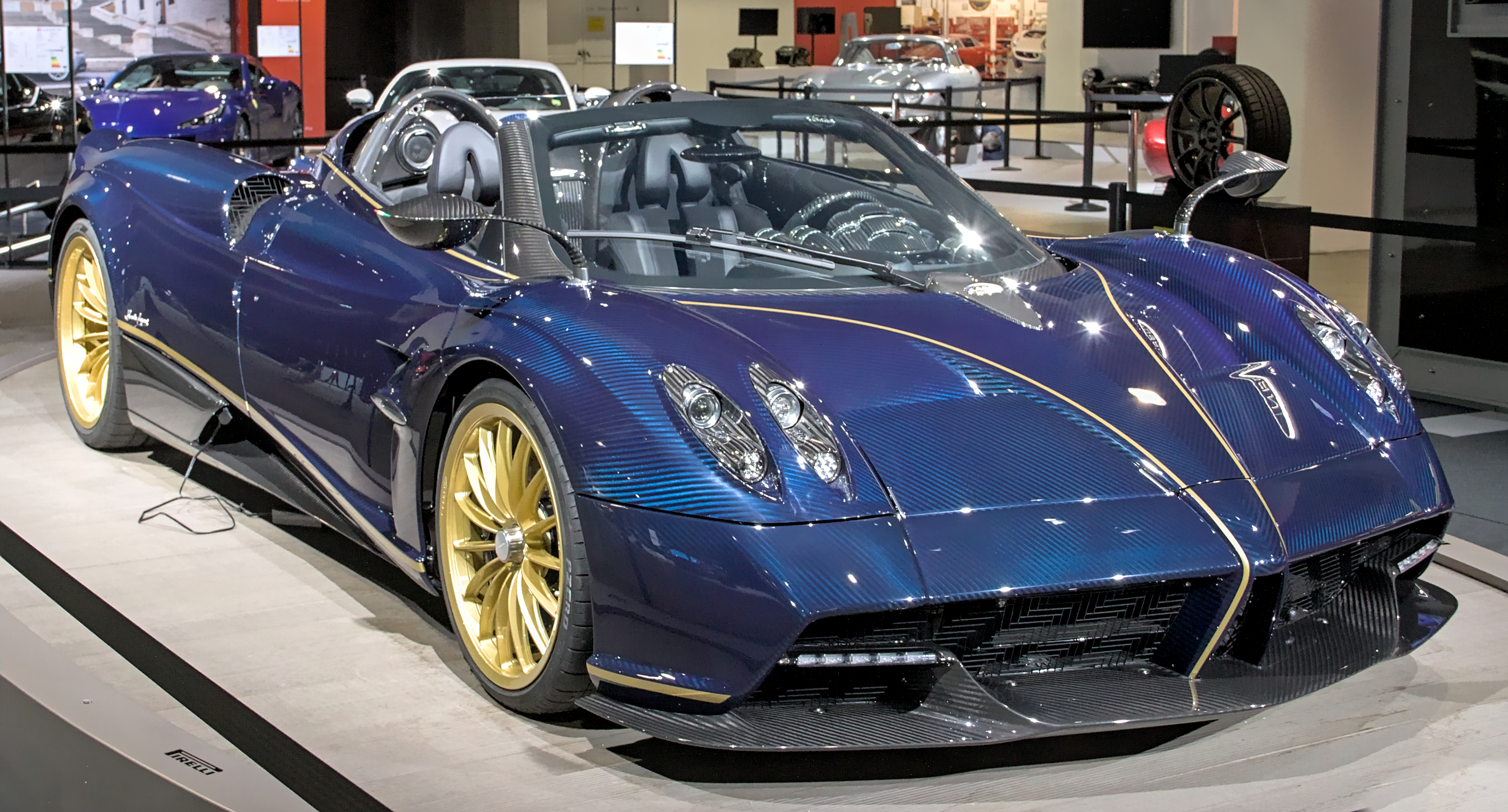
Pagani Huayra Roadster.

Sur la base de la Pagani Huayra BC, la Pagani Huayra Roadster atteint les 764 ch (562 kW). Ce nouveau modèle est annoncé moins lourd que le coupé ce qui a été pour Horacio Pagani « le travail le plus dur ».

### Huayra Roadster BC (2019-)

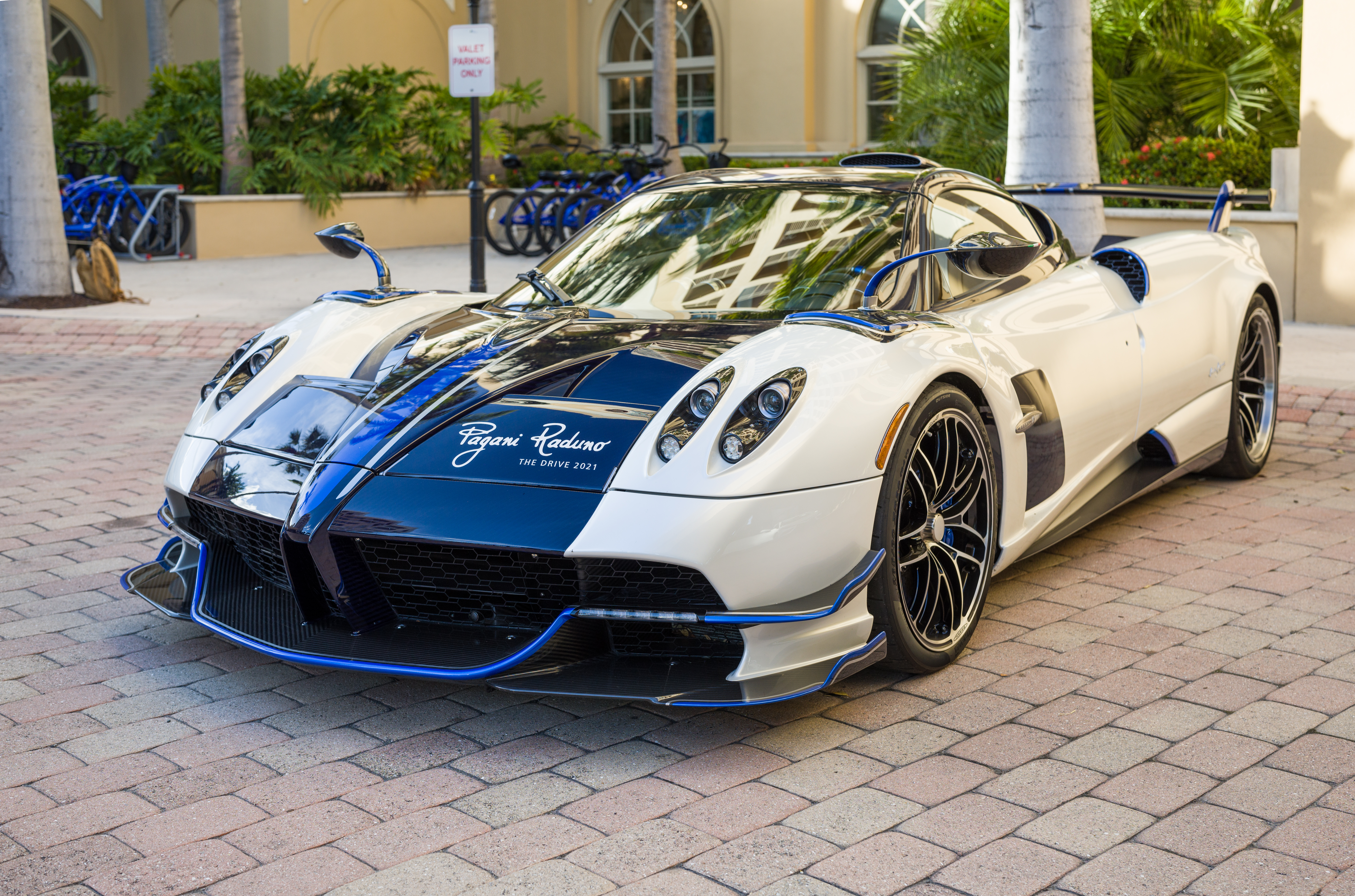
Pagani Huayra Roadster BC.

Comme le coupé, la Pagani Huayra BC a été déclinée en version roadster à 40 exemplaires.

### Imola (2020)
Nommé d'après la célèbre piste de course italienne, l'Imola est une variante spéciale de la Huayra avec des pièces aérodynamiques agressives. La Pagani Imola est une version extrême de la Pagani Huayra dont l'aérodynamique a été retravaillée. L'Imola a été dévoilée en septembre 2019 lors d'une cérémonie privée tenue en Suisse et sera produite à seulement cinq exemplaires. Le premier client de l'Imola est Oleg Egorov, fondateur et propriétaire de TopCar Design.
L'Imola est à ce jour[Quand ?] la variante la plus puissante de l'Huayra, utilisant le même V12 Mercedes-AMG réglé sur 838 ch (616 kW) et 1 100 N m. Des mesures d'économie de poids telles qu'un nouveau mélange de fibres de carbone et une application de peinture légère ont réduit le poids sec de l'Imola à 1 246 kg. Les modifications extérieures par rapport à l'Huayra standard incluent un grand diffuseur à sept sections avec des accents orange, une grande écope de toit, un aileron de requin, des jupes latérales plus prononcées et un large aileron arrière fixe avec un feu stop intégré,.

### Huayra R (2021)
La  Pagani Huayra R  est une version de la Huayra uniquement conçue pour le circuit, produite à seulement 30 exemplaires. Alors que les versions de route utilisent le V12 AMG biturbo, la filiale HWA Engineering d’AMG débarrasse le 6.0 de ses turbos. La Huayra R bénéficie d’un moteur atmosphérique de 850 chevaux. Elle ne pèse que 1050 kg et avance un appui aérodynamique proche de sa masse à 300 km/h.

### Huayra Codalunga (2022)
Pagani a dévoilé le 16 juin 2022 la Huayra Codalunga, une version allongée de la Huayra. Seulement cinq exemplaires seront produits à un prix de 7 millions d'euros chacun.

### Imola Roadster (2023)
Le 23 novembre 2023 Pagani a dévoilé la version découvrable de la Imola mais inspirée de la Pagani Huayra R. Appelée Imola Roadster, seuls 8 exemplaires seront produits en tout .;

### Huayra R Evo (2024)
Le 8 février 2024, Pagani dévoile une version améliorée de la Huayra R. Appelée Huayra R Evo, elle est la première hypercar non homologuée pour la route à se décliner en version découvrable. Par rapport à la Huayra R sur laquelle elle se base, la R Evo voit les dimensions de son porte-à-faux avant, de son empattement et de son porte-à-faux arrière allongés, augmentant la longueur totale de près de 50 centimètres. Malgré cette augmentation, la R Evo ne pèse que 10 kg de plus que la Huayra R, soit 1060 kg. La puissance augmente encore, avec une valeur de 900 chevaux toujours tirés du V12 6.0 l atmosphérique. La zone rouge a été poussée à 9200 tours par minute.

### Huayra Codalunga Speedster (2025)
Le 8 juillet 2025, Pagani lève le voile sur une variante découvrable la Huayra Codalunga dévoilée en 2022. Appelée Huayra Codalunga Speedster (et non pas Roadster comme pour les autres variantes découvrables de la Huayra), celle-ci sera limitée à 10 exemplaires dans le monde entier et aura la particularité d'avoir une boîte manuelle à six rapports .

## Série limitée
- Huayra Tricolore : limitée à 3 exemplaires, elle rend hommage aux 60 ans du Frecce Tricolori, la patrouille acrobatique officielle de l'Aéronautique militaire italienne fondée en 1960[17].

## Modèles uniques
- Pagani Huayra Lampo[18]
- Pagani Huayra La Monza Lisa[19]
- Pagani Huayra Pearl[20]
- Pagani Huayra Dinastia (3 exemplaires)[21]
- Pagani Huayra Jeden[22]
- Pagani Huayra Futura[23]
- Pagani Huayra Hermes[24]
- Pagani Huayra 730S
- Pagani Huayra 760VR
- Pagani Huayra The King[25]
- Pagani Huayra BC Kingtasma[26]
- Pagani Huayra BC Macchina Volante[27]
- Pagani Huayra L'Ultimo[28]
- Pagani Huayra Nautilo
- Pagani Huayra NC[29]
- Pagani Huayra Aurora Roadster[30]